# Gymnobucco sladeni
Gymnobucco sladeni là một loài chim trong họ Lybiidae.